# Conga (Tanz)

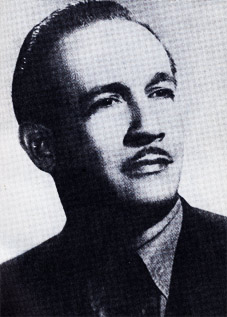
Eliseo Grenet

Die Conga ist ein Modetanz der 1930er und -40er Jahre.
Er wurde aus dem „Desarrollar“ des Publikums bei einer traditionellen kubanischen Conga entwickelt und von Eliseo Grenet und der Band von Julio Cueva 1934 in Paris und 1936 in New York vorgestellt, populär aber erst, als Desi Arnaz ihn als Leiter eines Xavier-Cugat-Orchesters in Miami spielte.
1940 erschien die Conga erstmals in einem Musicalfilm, Strike Up the Band mit Mickey Rooney und Judy Garland mit einer ausgefeilten polonaise-artigen Choreographie. Viele Hollywoodfilme der nächsten Jahre enthielten die vereinfachte und auf US-amerikanischen Partys noch zu erlebende Version einer Conga Line, bei der die Tänzer sich im Gänsemarsch an den Schultern oder Hüften fassen und nach jeweils drei Schritten auf dem Schlag ihr Bein seitlich (und bei einer Notation als zwei 2/4- oder einem 4/4-Takt ein Sechzehntel vor dem vierten Schlag) anheben.